# Alenatea
Genre
Alenatea est un genre d'araignées aranéomorphes de la famille des Araneidae.

## Distribution
Les espèces de ce genre se rencontrent en Asie de l'Est et en Asie du Nord.

## Liste des espèces
Selon World Spider Catalog (version 21.5, 05/01/2021) :
- Alenatea acusiseta (Zhu & Song, 1994)
- Alenatea fuscocolorata (Bösenberg & Strand, 1906)
- Alenatea touxie Song & Zhu, 1999
- Alenatea wangi Zhu & Song, 1999

## Publication originale
- Song, Zhu & Chen, 1999 : The Spiders of China. Hebei Science and Technology Publishing House, Shijiazhuang, p. 1-640.